# Chiyo Miyako
Chiyo Miyako (japanska: 都千代; Miyako Chiyo), född 2 maj 1901 i Wakayama, död 22 juli 2018 i Yokohama, Kanagawa, var då hon avled 117 år och 81 dagar gammal Japans och världens äldsta levande person sedan Nabi Tajimas död den 21 april 2018 och efter Nabi Tajima den näst äldsta japanen någonsin (om man inte räknar med Shigechiyo Izumi som påstods ha levt till en ålder av 120 år och 237 dagar som dock ifrågasatts). Miyako var även den sjunde och hittills senaste personen och den näst yngsta av hittills endast sju fullt verifierade personer som levt till minst 117 års ålder (samtliga kvinnor).
Efter Miyakos död blev den 20 månader yngre Kane Tanaka från Fukuoka världens äldsta levande person.